# GIMME SOME TRUTH.
 GIMME SOME TRUTH. (englisch für: Gib mir etwas Wahrheit) ist das siebte „Best-of“-Kompilationsalbums von John Lennon. Es ist das 22. postum erschienene Album nach Lennons Tod im Jahr 1980. Gleichzeitig ist es einschließlich der acht Solo-Studioalben, der drei Avantgarde-Alben mit seiner Frau Yoko Ono, der beiden Livealben, der beiden Interviewalben und der Kompilationsalben das insgesamt 34. Album John Lennons. Es wurde am 9. Oktober 2020 veröffentlicht.
Das Album  GIMME SOME TRUTH. ist nicht identisch mit der Kompilations-Box Gimme Some Truth.

## Entstehungsgeschichte
Im Oktober 2020 veröffentlichte Universal Records ein weiteres Kompilationsalbum von John Lennon, es war nach Shaved Fish, The John Lennon Collection, Lennon Legend: The Very Best of John Lennon, Working Class Hero: The Definitive Lennon Power to the People: The Hits und ICON das siebte Best-of-Kompilationsalbum von John Lennon.
Die Einzel-CD/Doppel-Vinylalbum enthält vierzehn Single-A-Seiten, die zwischen den Jahren 1969 und 1982 erschienen sind, sowie fünf Albumtitel. Die Doppel-CD/Vierfach-Vinylalbum enthält 18 Single-A-Seiten.
Sämtliche Titel wurden von Paul Hicks mit Unterstützung durch Sam Gannon in den Henson Recording Studios, Abbey Road Studios, Sear Sound, The Hix Factory und REVL8 neu abgemischt. Die Bezeichnung der Abmischungen ist Ultimate Mixes. Das digitale Mastering fand von Paul Hicks in der Hix Factory und von Simon Gibson in den Abbey Road Studios statt. Analog wurde das Album von Alex Wharton in den Abbey Road Studios gemastert. Sam Hicks mischte ebenfalls in 2018 das Album Imagine neu ab. Als Produzenten wurden Sean Lennon und Yoko Ono aufgeführt.
Im Jahr 2010 erschien die Kompilations-Box Gimme Some Truth mit vier CDs, diese enthält außer Angela, Come Together (Live Version), I Know (I Know), Angel Baby, Dear Yoko und Every Man Has A Woman Who Loves Him die Lieder des Albums GIMME SOME TRUTH.

## Covergestaltung
Der Gestalter des Covers und des Booklet ist Jonathan Barnbrook. Das Frontcover zeigt ein Foto von John Lennon, das im November 1969 in dem Büro von Apple gemacht wurde.

## Veröffentlichung
Neben einer Download-Version wurde das Album in fünf verschiedenen physischen Versionen vertrieben:

### Einfach-CD
Die CD befindet sich in einem aufklappbaren Pappcover. Beigelegt ist ein 20-seitiges Heft, das Information zum Album sowie Fotos von John Lennon und Yoko Ono enthält.
1. Instant Karma! (We All Shine On) – 3:21
2. Cold Turkey – 5:01
3. Isolation – 2:52
4. Power to the People – 3:23
5. Imagine – 3:02
6. Jealous Guy – 4:10
7. Gimme Some Truth – 3:15
8. Come Together (live) (John Lennon/Paul McCartney) – 4:17
9. #9 Dream – 4:45
10. Mind Games – 4:11
11. Whatever Gets You thru the Night – 3:27
12. Stand By Me (Jerry Leiber, Mike Stoller & Ben E. King) – 3:31
13. (Just Like) Starting Over – 3:56
14. Beautiful Boy (Darling Boy) – 4:02
15. Watching the Wheels – 3:32
16. Woman – 3:32
17. Grow Old with Me – 3:20
18. Happy Xmas (War Is Over) (John Lennon/Yoko Ono) – 3:33
19. Give Peace a Chance – 4:54

### Doppel-CD
Die beiden CDs sind sich in einer zweifach aufklappbaren Papphülle eingelegt, die sich neben einem doppelseitigen Miniposter und einem 20-seitiges Begleitheft in einem Pappschuber befinden.
| 1. Instant Karma! (We All Shine On) – 3:22 2. Cold Turkey – 5:01 3. Working Class Hero – 3:47 4. Isolation – 2:52 5. Love – 3:21 6. God – 4:11 7. Power to the People – 3:54 8. Imagine – 3:02 9. Jealous Guy – 4:10 10. Gimme Some Truth – 3:15 11. Oh My Love (John Lennon/Yoko Ono) – 2:43 12. How Do You Sleep? – 5:35 13. Oh Yoko! – 2:43 14. Angela (John Lennon/Yoko Ono) – 4:05 15. Come Together (live) – 4:17 16. Mind Games – 4:11 17. Out the Blue – 3:21 18. I Know (I Know) – 3:50 | 1. Whatever Gets You Thru the Night – 3:27 2. Bless You – 4:38 3. #9 Dream – 4:46 4. Steel and Glass – 4:39 5. Stand by Me – 3:31 6. Angel Baby (Rosie Hamlin) – 3:41 7. (Just Like) Starting Over – 3:50 8. I’m Losing You – 3:55 9. Beautiful Boy (Darling Boy) – 4:02 10. Watching the Wheels – 3:33 11. Woman – 3:32 12. Dear Yoko – 2:34 13. Every Man Has a Woman Who Loves Him (Yoko Ono) – 3:18 14. Nobody Told Me – 3:34 15. I’m Stepping Out – 4:05 16. Grow Old with Me – 3:21 17. Happy Xmas (War Is Over) (John Lennon/Yoko Ono) – 3:33 18. Give Peace A Chance – 4:54 |

### Doppel-LP
Die beiden Langspielplatten befinden sich in einem Klappcover. Die Innenhüllen zeigen, nebeneinander gelegt, ein Foto von John & Yoko während eines Bed-Ins als das Paar Interviews gibt. Dem Doppelalbum ist noch ein doppelseitiges Poster, ein achtseitiges Begleitheft und ein länglicher Klebesticker mit der Aufschrift GIMME SOME TRUTH beigelegt.
| Seite 1 1. Instant Karma! (We All Shine On) – 3:21 2. Cold Turkey – 5:01 3. Isolation – 2:52 4. Power To The People – 3:23 | Seite 2 1. Imagine – 3:02 2. Jealous Guy – 4:10 3. Gimme Some Truth – 3:15 4. Come Together (live) – 4:17 5. #9 Dream – 4:45 |

| Seite 3 1. Mind Games – 4:11 2. Whatever Gets You Thru The Night – 3:27 3. Stand By Me – 3:31 4. (Just Like) Starting Over – 3:56 5. Beautiful Boy (Darling Boy) – 4:02 | Seite 4 1. Watching the Wheels – 3:32 2. Woman – 3:32 3. Grow Old with Me – 3:20 4. Happy Xmas (War Is Over) – 3:33 5. Give Peace a Chance – 4:54 |

### Vierfach-LP
Dem Vierfachalbum ist noch ein doppelseitiges Poster, ein achtseitiges Begleitheft, zwei Postkarten und ein länglicher Klebesticker mit der Aufschrift GIMME SOME TRUTH beigelegt. Die vier Langspielplatten befinden sich in zwei Klappcover. Der gesamte Inhalt befindet sich in einer Pappbox.
| Seite 1 1. Instant Karma! (We All Shine On) – 3:22 2. Cold Turkey – 5:01 3. Working Class Hero – 3:47 4. Isolation – 2:52 5. Love – 3:21 | Seite 2 1. God – 4:11 2. Power to the People – 3:54 3. Imagine – 3:02 4. Jealous Guy – 4:10 |

| Seite 3 1. Gimme Some Truth – 3:15 2. Oh My Love – 2:43 3. How Do You Sleep? – 5:35 4. Oh Yoko! – 2:43 5. Angela – 4:05 | Seite 4 1. Come Together (live) – 4:17 2. Mind Games – 4:11 3. Out the Blue – 3:21 4. I Know (I Know) – 3:50 |

| Seite 5 1. Whatever Gets You Thru the Night – 3:27 2. Bless You – 4:38 3. #9 Dream – 4:46 4. Steel and Glass – 4:39 5. Stand by Me – 3:31 | Seite 6 1. Angel Baby – 3:41 2. (Just Like) Starting Over – 3:50 3. I’m Losing You – 3:55 4. Beautiful Boy (Darling Boy) – 4:02 5. Watching the Wheels – 3:33 |

| Seite 7 1. Woman – 3:32 2. Dear Yoko – 2:34 3. Every Man Has a Woman Who Loves Him – 3:18 4. Nobody Told Me – 3:34 | Seite 8 1. I’m Stepping Out – 4:05 2. Grow Old With Me – 3:21 3. Happy Xmas (War Is Over) – 3:33 4. Give Peace A Chance – 4:54 |

### Blu-ray und Doppel-CD
Dem Set ist ein doppelseitiges Poster, ein 124-seitiges Hartcoverbuch (zusammengestellt von Simon Hilton), zwei Postkarten und ein länglicher Klebesticker mit der Aufschrift GIMME SOME TRUTH beigelegt. Die beiden CD sind identisch mit der Doppel-CD-Version. Die Blu-ray enthält die 36 Lieder in drei verschiedenen Abmischungen:
- HD stereo audio (24 bit/96 kHz)
- HD 5.1 surround sound (24 bit/96 kHz)
- HD Dolby Atmos

## Wiederveröffentlichung
Am 22. April 2023, anlässlich des Record Store Day, wurde das Album als Boxset mit neun 10"-Vinyl-EPs mit jeweils 4 Liedern veröffentlicht.

## Single-Auskopplung
Am 29. August 2020 erschien Die Wiederveröffentlichung der Single Instant Karma! (We All Shine On) / Who Has Seen the Wind. Die Single wurde am Record Store Day in einer limitierten Auflage von 7000 Einheiten veröffentlicht, beide Lieder wurden neu abgemischt unter der Bezeichnung Ultimate Mixes.

## Kommerzieller Erfolg

### Chartplatzierungen
GIMME SOME TRUTH. erreichte in Deutschland Rang fünf der Albumcharts. In Österreich platzierte sich das Album auf Rang vier und in der Schweiz auf Rang zehn. In den deutschsprachigen Ländern werden die Verkäufe des Albums zu denen von Gimme Some Truth aus dem Jahr 2010 hinzuaddiert. Im Vereinigten Königreich erreichte die Kompilation mit Rang drei seine höchste Chartnotierung, in den US-amerikanischen Billboard 200 mit Rang 40.
| ChartsChartplatzierungen       | Höchstplatzierung | Wochen |
| ------------------------------ | ----------------- | ------ |
| Deutschland (GfK)              | 5 (4 Wo.)         | 4      |
| Österreich (Ö3)                | 4 (3 Wo.)         | 3      |
| Schweiz (IFPI)                 | 10 (3 Wo.)        | 3      |
| Vereinigte Staaten (Billboard) | 40 (15 Wo.)       | 15     |
| Vereinigtes Königreich (OCC)   | 3 (4 Wo.)         | 4      |

### Auszeichnungen für Musikverkäufe
| Land/Region                  | Auszeichnungen für Musikverkäufe (Land/Region, Auszeichnung, Verkäufe) | Verkäufe |
| ---------------------------- | ---------------------------------------------------------------------- | -------- |
| Vereinigtes Königreich (BPI) | Gold                                                                   | 100.000  |
| Insgesamt                    | 1× Gold ·                                                              | 100.000  |

Hauptartikel: John Lennon/Auszeichnungen für Musikverkäufe